# Dosage

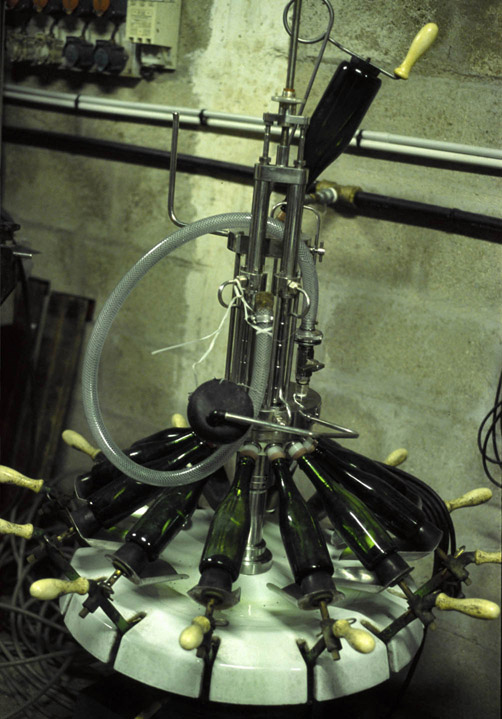
Doseermachine voor de liqueur d'expédition

De dosage is de hoeveelheid suiker of rietsuiker die met de liqueur d'expédition aan het einde van de traditionele bewerking van champagne, na de dégorgement, wordt toegevoegd aan de fles. In de 19e eeuw was de dosage hoog, de champagnes waren erg zoet. In de loop der jaren zijn brut champagnes steeds meer in de mode geraakt. Champagnes van de hoogste kwaliteit hebben weinig suiker nodig, in minder geslaagde cuvées en assemblages moet suiker de tekortschietende smaak maskeren.
De champagnehuizen die erg trots zijn op hun product publiceren hoe groot de dosage, steeds uitgedrukt in grammen per liter champagne, is. Er zijn champagnefabrikanten die bij sommige flessen helemaal van toegevoegde suiker afzien. Een dergelijke champagne wordt als "Brut Nature" in de handel gebracht.
De Franse wet schrijft voor hoe de verhoudingen tussen de smaaktypen en de dosages moeten zijn:
- Brut, met een dosage van minder dan 15 gram per liter.
- Extra Sec, met een dosage van minder dan 20 en meer dan 12 gram per liter.
- Sec, met een dosage van minder dan 35 en meer dan 17 gram per liter.
- Demi-Sec, met een dosage van minder dan 50 en meer dan 35 gram per liter.
- Doux, met een dosage van meer dan 50 gram per liter.

Ook de aanduidingen "champagne non dosé" of "zéro dosage", "ultra brut", "extra brut" en "brut intégrale" worden wel op de etiketten aangebracht. Hoewel de wet deze termen niet beschermt, wordt in de praktijk het volgende gehanteerd: 
- bij non/zero dosage is geen enkel gram suiker toegevoegd,
- bij brut nature 0 tot 3 gram,
- bij extra brut of ultra brut 3 tot 6 gram.

Hoe droger de champagne, hoe beter je de natuurlijke aroma's van de champagne proeft (er is dan minder suiker om de smaak te maskeren).
De hoeveelheid suiker in de dosage is afhankelijk van verschillende factoren. Wanneer het wijnjaar goed is, wordt een lagere dosage gebruikt. Het al dan niet voor de tweede maal laten gisten van de stille wijn tijdens een malolactische of appelzure gisting heeft invloed op de smaak en in sommige landen wenst men zoetere champagne te drinken dan in andere. Ook de tijd die tussen prise de mousse (de gisting op fles) en de dégorgement is gepasseerd is van invloed op de dosage.
In het jaar 1988 liep de dosage bij de grote huizen uiteen van 8½ gram in de zeer droge Krug Grande Cuvée tot 15 gram in de Brut Sans Année van Lanson. Veel van de grote huizen kozen dat jaar voor een dosage van tussen de 12 en 14 gram.

## Geschiedenis
De broer van de oprichter van het huis Ayala Fernand d'Ayala, was bevriend met de prins van Wales, de latere Eduard VII van het Verenigd Koninkrijk. De prins vond de champagnes veel te zoet en Ayala ging ter wille van deze klant "natuurlijke" champagnes, met minder suiker in de dosage produceren.
In 1860 werd aan een liter champagne nog 66 gram suiker toegevoegd. Ayala bracht dat terug tot 22 gram en werd beloond met het predicaat van Brits hofleverancier. In de 21e eeuw zou ook deze champagne vrij zoet worden gevonden en als "sec" worden verkocht.

## Vergelijking met andere dranken
Andere dranken hebben eveneens een dosage aan suiker, ook al wordt het daar niet altijd zo expliciet benoemd:
- 0g Vodka Soda
- 14g Gin & Tonic
- 16g groene thee
- 17g Starbucks 2% Milk Grande Latte
- 20g Margarita on the rocks
- 33g Jack & Coke